# Erioptera (Erioptera) grandior
Erioptera (Erioptera) grandior is een tweevleugelige uit de familie steltmuggen (Limoniidae). De soort komt voor in het Oriëntaals gebied.